# Brucella melitensis
Espèce
Synonymes
- Micrococcus melitensis Hughes, 1893[2]

Brucella melitensis, aussi connue sous le nom de Brucella abortus (synonyme nomenclatural), est une espèce de bactéries à Gram négatif appartenant au genre Brucella et à la famille des Brucellaceae, c'est un des agents responsables de la brucellose. Cette bactérie est parfois utilisée pour le bioterrorisme. Cette bactérie pénètre dans les phagocytes qui envahissent les défenses qui, à leur tour, provoquent des maladies chroniques chez l'hôte. L'infection touche le foie et la rate. Les vétérinaires et les travailleurs agricoles sont les personnes qui ont le plus grand risque d'être infectées. Les complications de la brucellose sont l'endocardite et l'abcès du foie. La période d'incubation est de 2 semaines à 1 an. L'hôte est malade de 5 jours à 5 mois à partir de l'apparition des symptômes.

## Épidémiologie
La bactérie est transmise par des animaux et rarement de façon interhumaine. Une origine très fréquente d'infection est le fait d'avoir bu du lait non pasteurisé,.

## Morphologie
Brucella abortus a une taille de 0,5 à 0,7{\displaystyle \times } 0,6 à 1,5 micromètre, C'est un coccobacille gram négatif, aérobie strict, non flagellé, non encapsulé, non sporulé, immobile. C'est une bactérie exigeante.

## Structure

### Structure dugénome
Le génome de Brucella abortus contient 2 chromosomes d'ADN circulaires. Le premier chromosome a une longueur de 2 124 241 nucléotides et code 2200 gènes. Le second chromosome a une longueur de 1 162 204 nucléotides et code 1156 gènes. Le génome a une teneur en GC de 57 % à 81 % du génome est une région codante. Ce pathogène est différent de plusieurs en ce qu'il ne contient aucun plasmide ou îlot génomique lié à la pathogénicité de son génome. En plus de manquer de ces deux caractéristiques, le génome manque également de nombreux autres gènes codant des facteurs de virulence communs tels que capsules, fimbriae, exotoxines, cytolysines, formes de résistance, variation antigénique, plasmides ou phages lysogéniques. Les gènes qui codent la virulence de Brucella abortus sont en cours d'examen, mais ils ne sont pas assez bien compris pour dire avec certitude quel est le mode de virulence de ce pathogène intracellulaire.

### Structure cellulaire et métabolisme
Brucella abortus est une bactérie qui n'a pas de pili et elle ne crée pas de mucus de capsule. Elle produit des endospores qui permettent la survie en cas de famine et de dessiccation à long terme. Cette bactérie hétérotrophe pratique la respiration aérobie ou anaérobie parce qu'elle est une bactérie facultative. Ainsi, les bactéries peuvent croître avec ou sans oxygène présent. Afin de cultiver Brucella abortus, un milieu complexe est nécessaire, car la bactérie est exigeante, exigeant que la plupart des éléments nutritifs essentiels soient importés dans la cellule par l'hôte. Bien qu'il s'agisse d'une bactérie exigeante, Brucella abortus dispose de voies de biosynthèse majeures. Chez l'hôte primaire, les bovins, la voie métabolique de la dégradation de l'érythritol est celle qui est la plus souhaitable, elle est même préférentiellement au glucose. Ceci est un facteur possible dans la virulence des bactéries car l'érithrytol est présent dans le placenta bovin.

## Habitat
Brucella abortus est retrouvée chez les animaux.

## Écologie
Brucella abortus est une bactérie intracellulaire donc elle ne se réplique pas en dehors de l'organisme hôte. Cette bactérie tant que pathogène intracellulaire pénètre dans les phagocytes tels que les macrophages chez l'homme et chez les vaches. Il s'attachent au réticulum endoplasmique de ces cellules. Ces bactéries lisses pénètre dans les macrophages et vivent ensuite dans des compartiments de l'espace vacuolaire le long de l'ER. Les quelques cellules qui parviennent à ces espaces vacuolaires régulent les gènes de l'apoptose au sein des macrophages et provoquent ainsi la résistance de la cellule à la mort et ces pathogènes deviennent résistants au sein de ces cellules du système immunitaire.
Chez les bovins, les bactéries infectent également les cellules épithéliales des trophoblastes, qui sont les cellules qui fournissent la nutrition à l'embryon. Après un certain nombre de cycles de réplications cellulaire dans le trophoblaste, les cellules se lysent, provoquant l'entrée de plus de cellules bactériennes dans le flux sanguin de l'embryon en développement. Ces cellules dans la circulation sanguine continuent à coloniser le placenta et le fœtus chez les vaches femelles gravides, et vont induire l'avortement du fœtus.
Bien que Brucella abortus soit une bactérie intracellulaire, elle peut rester en vie en dehors de l'hôte sans se répliquerCette bactérie peut reste dans les excréments des bovins et les fœtus avortés du bétail pendant un certain temps en fonction des conditions exactes: penser que le temps moyen est d'environ 30 jours. En dehors de l'hôte, les cellules bactériennes sont affectés par la lumière directe du soleil; le pathogène peut être éliminé par pasteurisation et tué par des désinfectants. 

## Protéines bactériennes

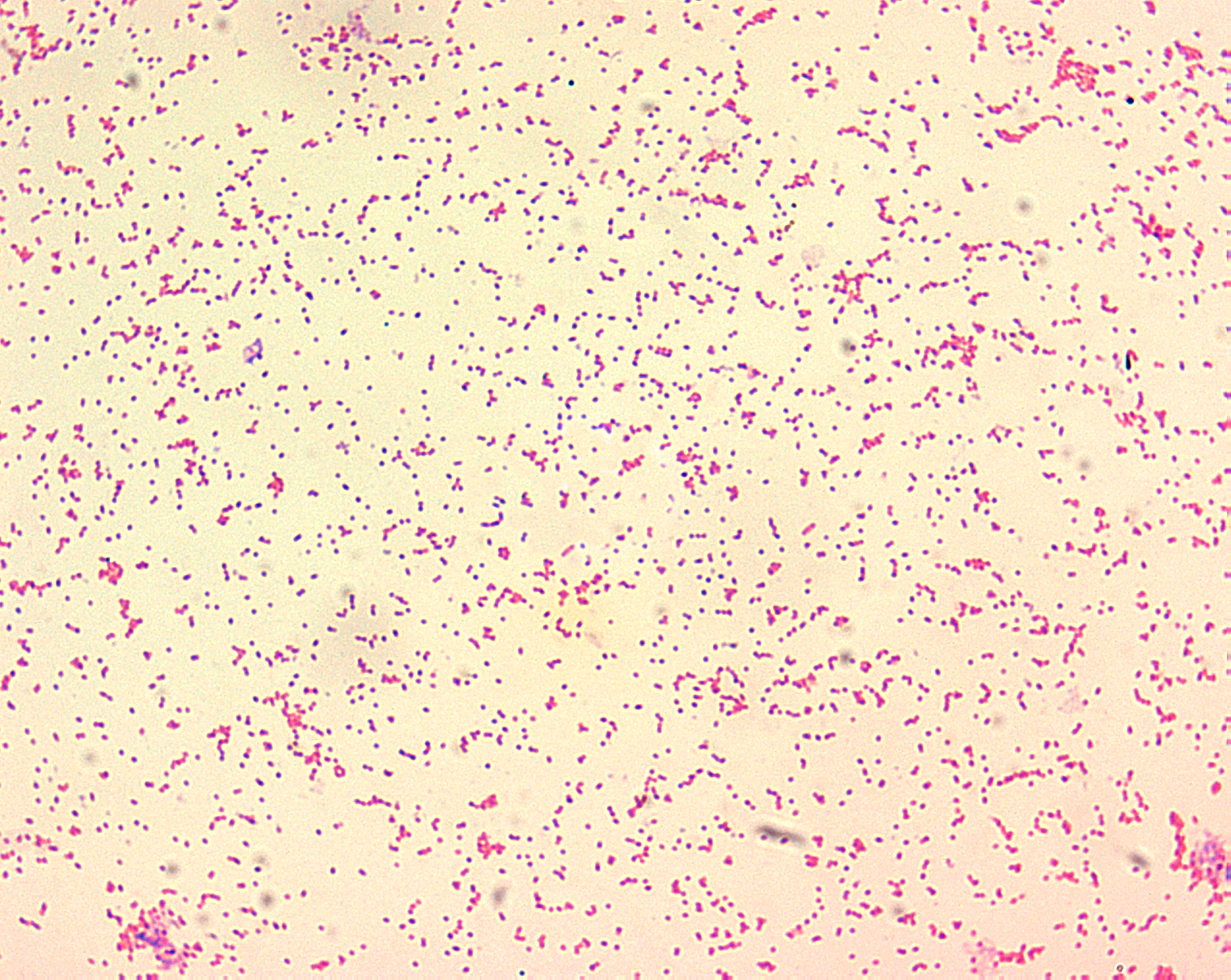
Brucella spp. est gram-négative. Les Brucella spp. sont de petits coccobacilles gram-négatifs (0,5-0,7 x 0,6-1,5 µm), peu colorés, qui se présentent le plus souvent sous forme de cellules uniques et ressemblent à du « sable fin ».

La bactérie synthétise des protéines de choc septique, c'est la phase aiguë de la maladie. La brucellose est donc avec état septicémique; des localisations viscérales ou ostéo-articulaire subséquentes sont possibles,.

## Chez les bovins
Chez les bovins, la bactérie est responsable de la maladie de Bang. Les bovins peuvent être infectés par la bactérie Brucella abortus bovis.

## Pathogénie
La bactérie est fortement pathogène. La maladie peut passer à la phase chronique. La maladie passe souvent par la phase aiguë durant laquelle les germes sont décelables dans le sang, les bactéries se logeant dans le système réticulo-endothélial (foie, rate, moelle osseuse, ganglions lymphatiques) où leur position intracellulaire dans les globules blancs les met relativement à l'abri des défenses naturelles et des défenses artificielles.

## Histoire
Brucella abortus provoque une maladie appelée brucellose, on l'appelait la fièvre de Malte parce qu'elle a été isolée la première fois dans la rate de soldats qui vivaient sur l'île de Malte par le docteur David Bruce. Le genre Brucella vient donc de Bruce.
Avant, la bactérie avait le nom Bacillus abortus mais le nom Brucella abortus a été établie qu'en 1917 par Alice Catherine Evans, bactériologiste américaine.

## Liste des non-classés
Selon NCBI (15 décembre 2019) :
- non-classé Brucella melitensis 02-5863-1
- non-classé Brucella melitensis 02-7258
- non-classé Brucella melitensis 043
- non-classé Brucella melitensis 11-1823-3434
- non-classé Brucella melitensis 1253 Esther
- non-classé Brucella melitensis 548
- non-classé Brucella melitensis 63/227
- non-classé Brucella melitensis 64/150
- non-classé Brucella melitensis 66/59
- non-classé Brucella melitensis 70000565
- non-classé Brucella melitensis 80600020
- non-classé Brucella melitensis 80800076
- non-classé Brucella melitensis ADMAS-G1
- non-classé Brucella melitensis B115
- non-classé Brucella melitensis BA 4837
- non-classé Brucella melitensis BG2 (S27)
- non-classé Brucella melitensis CNGB 1076
- non-classé Brucella melitensis CNGB 1120
- non-classé Brucella melitensis CNGB 290
- non-classé Brucella melitensis E8127
- non-classé Brucella melitensis F1/06 B10
- non-classé Brucella melitensis F10/05-2
- non-classé Brucella melitensis F10/06-16
- non-classé Brucella melitensis F15/06-7
- non-classé Brucella melitensis F2/06-6
- non-classé Brucella melitensis F3/02
- non-classé Brucella melitensis F5/07-239A
- non-classé Brucella melitensis F6/05-6
- non-classé Brucella melitensis F8/01-155
- non-classé Brucella melitensis F9/05
- non-classé Brucella melitensis G6605
- non-classé Brucella melitensis G8755
- non-classé Brucella melitensis H1992
- non-classé Brucella melitensis M28
- non-classé Brucella melitensis M5
- non-classé Brucella melitensis M5-10
- non-classé Brucella melitensis NI
- non-classé Brucella melitensis R3/07-2
- non-classé Brucella melitensis S66
- non-classé Brucella melitensis UK14/06
- non-classé Brucella melitensis UK19/04
- non-classé Brucella melitensis UK22/04
- non-classé Brucella melitensis UK22/06
- non-classé Brucella melitensis UK23/06
- non-classé Brucella melitensis UK29/05
- non-classé Brucella melitensis UK3/06
- non-classé Brucella melitensis UK31/99
- non-classé Brucella melitensis UK37/05
- non-classé Brucella melitensis Uk24/06
- non-classé Brucella melitensis biovar Melitensis
- non-classé Brucella melitensis bv. 1
- non-classé Brucella melitensis bv. 2
- non-classé Brucella melitensis bv. 3

## Publications originales
- Louis Hughes, Sur une forme de fièvre fréquente sur les côtes de la Méditerranée (œuvre écrite), 6 octobre 1893, [lire en ligne].
- (en) Jean-Michel Verger, Francine Grimont, Patrick A. D. Grimont et Maggy Grayon, « Brucella, a Monospecific Genus as Shown by Deoxyribonucleic Acid Hybridization », International Journal of Systematic Bacteriology, vol. 35, no 3,‎ 1er juillet 1985, p. 292–295 (ISSN 0020-7713, 1465-2102 et 1070-6259, DOI 10.1099/00207713-35-3-292, lire en ligne).